# Mason Brayman
Mason Brayman (23 mai 1813 - 27 février 1895) est un avocat américain, journaliste, et officier militaire. Au cours de son service dans l'armée de l'Union pendant la guerre de Sécession, il atteint le grade de brigadier général. Plus tard, il devient le septième gouverneur du territoire de l'Idaho.

## Biographie

### Jeunesse
Brayman naît à Buffalo dans l'État de New York le 23 mai 1813. Élevé selon une éducation calviniste et une haine de l'alcool, il est apprenti imprimeur à l'âge de 17 ans. Cinq ans plus tard, il devient rédacteur en chef d'un journal local. En plus de son travail avec des journaux, il étudie le droit et est admis au barreau de New York en 1836.
L'année suivant son admission au barreau, Brayman épouse sa femme, Marie. Elle est une descendante directe de Roger Williams et de leur union naissent trois filles. À la suite de son mariage, Brayman commence une série de déplacements vers l'ouest, travaillant comme avocat de la ville dans le Michigan et rédacteur en chef du journal en Ohio avant de s'installer à Springfield dans l'Illinois au début des années 1840.

### Illinois
À Springfield, Brayman pratique le droit avec Jesse B. Thomas, Jr, et écrit des éditoriaux pour les journaux de la ville. En plus de passer du temps avec des personnes comme Abraham Lincoln et Stephen A. Douglas, il supervise la société d'édition baptiste américaine, est actif dans le mouvement de tempérance, et est un chef de file de l'église baptiste locale.
En 1844, Brayman gagne une importance dans l'État en acceptant une commission du gouverneur Thomas Ford pour réviser le code juridique de l’Illinois. Deux ans plus tard, il est nommé procureur spécial pour faire face aux incidents survenus au cours de la guerre des mormons de l'Illinois. À ce titre, il conçoit l'accord qui permet aux mormons de quitter l'Illinois.
Dans les années 1850, Brayman rejoint la direction de l'Illinois Central Railroad, travaillant à l'obtention des droits de passage pour l'expansion du chemin de fer. En 1855, il vend sa position dans l'Illinois Central et prend une position dans le Cairo and Fulton Railroad. Ce mouvement s'avère être une bourde financière lorsque le nouveau chemin de fer échoue finalement, tandis que l'Illinois Central prospère. Au cours de 1858, Brayman fait campagne pour Abraham Lincoln à la candidature du sénat de l'Illinois.

### Guerre de Sécession
Avec le déclenchement de la guerre de Sécession, Brayman se joint avec d'autres cadres du chemin de fer et obtient une commission militaire. Servant d'abord comme commandant dans le 29th Illinois Volunteer Infantry Regiment sous les ordres du général McClernand, il est promu colonel le 15 avril 1862 et commande son régiment. À la suite de la bataille de Fort Donelson, Brayman cesse de se raser et sa barbe finira par atteindre sa ceinture. Son cheval est également abattu deux fois sous lui. À Shiloh, il devient un héros mineur, ralliant ses troupes en chargeant entre les lignes de l'Union et Confédérées. Pendant le siège de Vicksburg, il souffre d'un épisode de coup de chaleur qui le force à prendre un service de garnison. À la fin de la guerre, il atteint le grade de brigadier général, et sert à la tête d'une commission des revendications de la Nouvelle-Orléans.
Après la guerre, Brayman tente de relancer sa carrière avec le Cairo and Fulton, avant de retourner au travail en tant que rédacteur en chef du journal à Springfield et à Quincy, Illinois. En 1873, il entre en semi-retraite dans une ferme de Ripon. La panique de 1873 cependant détruit la plupart de ses richesses et en 1876, il fait du lobbying pour une nomination patronnée.

### Idaho
Brayman est nommé par le président Ulysses S. Grant en tant que gouverneur du territoire de l'Idaho le 24 juillet 1876. N'étant pas familier avec le territoire, le nouveau gouverneur consulte le délégué territorial, Stephen S. Fenn, pour apprendre ce qu'il peut de sa nouvelle nomination. Fenn est un politicien démocrate, qui a gagné le soutien d'une grande partie de la population des mormons du territoire. Le délégué est également un rival du Boise Ring, une clique de politiciens républicains influents anti-mormons. Le délégué profite de l'occasion pour accuser le secrétaire territorial et le gouverneur par intérim E. J. Curtis d'ivresse, de fraude et de détournement de fonds publics. Les conseils de Fenn combinés avec les inclinations naturelles de Brayman, créent une méfiance à l'égard du Ring par le nouveau gouverneur.
Dès son arrivée dans l'Idaho, les habitants considèrent d'abord Brayman comme un dadais quelque peu pompeux qui est sans danger. Le nouveau gouverneur, à son tour, agit avec prudence lors de son apprentissage du territoire. L'avis du gouverneur change, cependant, lorsque la 9e session de la législature débute en décembre 1876 et Brayman promeut un certain nombre d'améliorations administratives et de réformes économiques. Dans le même temps, Brayman observe au cours de la session législative qu'il y a des factions politiques à l'intérieur du territoire opposées au Boise Ring.
La première confrontation de Brayman avec le Boise Ring survient deux jours avant l'inauguration de Rutherford B. Hayes en tant que président des États-Unis. Une enquête a convaincu le gouverneur que le secrétaire E. J. Curtis, que Brayman considère comme un chef de file du Boise Ring, est coupable d'un acte répréhensible. Le gouverneur confronte le secrétaire et le convainc qu'il va être remplacé par la nouvelle administration et peut éviter des poursuites en présentant sa démission. La situation change deux mois plus tard, lorsque Curtis annule sa démission, affirmant qu'il a été trompé en la donnant, et exigeant sa réintégration. Curtis est restauré dans sa position et est dégagé de tout acte répréhensible.
Le déclenchement de la guerre des Nez-Percés conduit à des problèmes supplémentaires pour le gouverneur. Dépourvue de base juridique pour la création d'une milice, Brayman est forcé de compter sur la réponse du général Oliver O. Howard aux hostilités. Cela provoque la colère chez les résidents des comtés du nord qui n'ont pas les moyens de se défendre contre la tribu hostile. D'autres problèmes surviennent pour le gouverneur à la suite d'une visite au palais de justice de Rocky Bar dans le comté d'Alturas. La cour doit faire face à un grand nombre d'affaires impliquant des différends d'exploitation minière, et les retards ainsi causés ayant des conséquences sur l'économie locale. Brayman suggère d'impliquer les parties pour qu'elles parviennent à des règlements à l'amiable pour accélérer leur résolution. Le juge en chef Madison Hollister, présidant la justice et membre du Boise Ring, prend cette suggestion comme un affront personnel. Le Ring utilise à son tour l'incident comme une excuse pour demander la révocation de Brayman. Brayman gagne lors de l'audience de radiation, mais est humilié en public dans le processus.
Les ennuis du gouverneur continuent de croître avec le résultat d'un procès pour meurtre à connotation raciale. Un litige naît le 10 juin 1877, entre un groupe de travailleurs chinois et le mineur irlandais au tempérament chaud John McGuinness. Le différend escalade jusqu'à la violence et McGuinness tue deux des Chinois et blesse un troisième avant que le reste des ouvriers poignardent le mineur à mort. Les travailleurs sont déclarés coupables de meurtre au deuxième degré, par un jury blanc. Brayman, croyant que les Chinois ont agi en état de légitime défense, choisit de gracier les ouvriers déclarés coupables. Le courage moral se révèle politiquement désastreux et la population blanche réagit avec colère contre la réhabilitation.
Une pression supplémentaire survient sur Brayman le 30 mai 1878, à la suite de l'éclosion de la guerre des Bannocks. Les 130 carabines détenues par le territoire sont insuffisantes pour armer les citoyens en quête de protection. Les demandes de la population du territoire pour obtenir des armes pour se défendre conduit finalement le gouverneur à demander l'autorisation à délivrer des armes en provenance de la réserve fédérale du fort Boise. Compliquant la position du gouverneur, on révèle que Brayman a autorisé le chef Bannock Buffalo Horn, un ancien éclaireur de l'armée avec un historique d'aide du gouvernement des États-Unis, à acheter pour 2 $ des munitions (environ 100 balles et une livre de poudre noire) 13 jours avant le déclenchement des hostilités.

#### Remplacement
Le 9 juin 1878, le mot arrive dans l'Idaho que John Philo Hoyt a été nommé nouveau gouverneur du territoire. Hoyt, qui est à l'époque gouverneur du territoire de l'Arizona et n'est pas informé de l'action comme Brayman, a été relevé par le président Hayes pour placer John C. Frémont, qui a utilisé ses connexions politiques afin de garantir une nomination influente. Hoyt n'est pas certain de la situation, et la confirmation du Sénat est refusée après n'avoir pas répondu à des questions en temps opportun. Hayes recommande alors de nouveau Hoyt pour le poste, mais Hoyt rejette la nomination après avoir enquêté sur la situation dans l'Idaho.
L'effet est que Brayman, même s'il est techniquement suspendu, est encore, de facto, gouverneur. Ses adversaires politiques, désireux de le voir partir, font pression sur Hayes de nommer un autre remplaçant. Brayman, cependant conserve toujours une influence considérable à l'extérieur du territoire et utilise ses connexions pour faire une pétition pour sa réintégration. Sur le territoire, quatre pétitions circulent, exprimant son soutien pour le gouverneur assiégé, une par les résidents mormons dans les comtés du nord, et deux par les  groupes anti-Ring. Avec les opinions divergentes à propos de Brayman, l'administration de Hayes décide de laisser le gouverneur en fonction jusqu'à l'expiration de son mandat, le 24 juillet 1880.
Le reste de son mandat est marqué par l'influence de Brayman en grande partie bloquée par les querelles politiques des éléments pro-Ring. Un effort de voter une loi de la milice lors de la 10e session de la législature passe la chambre haute , mais le gouverneur n'est pas en mesure de faire pression sur la chambre basse pour passer la loi. Des résultats similaires sont obtenus avec les efforts visant à apporter un service ferroviaire à la partie sud du territoire. Comme le territoire n'est pas prêt à passer une loi de subvention, les chemins de fer perdent l'intérêt de créer des routes qui traversent le territoire, favorisant d'autres alternatives.
Les derniers efforts de Brayman pour vaincre le Boise Ring apparaissent dans ses efforts de redistribution. En 1879, il prend un congé pour retourner sur la côte est et faire du lobbying auprès du Congrès des États-Unis pour les changements. Échouant dans cet effort, il est forcé d'attendre jusqu'après le recensement de 1880, lorsque le gouverneur pourra mener une commission de trois hommes supervisant l'allocation de la représentation territoriale. Son successeur, John Baldwin Neil, cependant, est nommé et arrive dans le territoire pour prêter serment avant que Brayman ne puisse mener à bien ses plans.

### Fin de vie
Brayman quitte l'Idaho le 19 août 1880. Cependant, son départ ne clôt pas son influence sur la politique de l'Idaho. Le rédacteur en chef du journal de Lewiston, Alonzo Leland, recherchant un point de ralliement contre le Boise Ring propose la candidature de l'ancien gouverneur pour être le délégué territorial au Congrès des États-Unis au cours de la campagne de 1880. Finalement, Brayman reçoit 904 des 938 suffrages exprimés dans les comtés du Nord. Ce soutien est insuffisant pour gagner, cependant, puisque les comtés du sud-est et du sud-ouest ignorent complètement la candidature de Brayman.
Brayman meurt à Kansas City dans le Missouri, le 27 février 1895. Les nécrologies imprimées à l'époque tendent à louer les années antérieures tout en faisant seulement mention de son temps dans l'Idaho.